# It's So Easy
"It's So Easy" é a segunda canção do álbum de estreia da banda de hard rock Guns N' Roses, Appetite for Destruction, e o primeiro single do grupo.

## História da Canção
A música foi composta pelo baixista Duff McKagan e pelo guitarrista West Arkeen, já falecido, conhecido como "o sexto membro" do Guns N' Roses e amigo pessoal dos integrantes da banda. Em entrevista à revista Hit Parader (número 282, de Março de 1988, páginas 14-15) Duff define assim a música: "É sobre uma época em que eu e West - e também os outros caras da banda estávamos vivendo na moleza - a gente não tinha grana, mas havia muitos baba-ovos em nossa volta e muitas garotas e a gente sobrevivia às custas dessas pessoas. Era tudo muito fácil". Nessa mesma entrevista à revista Hit Parader, o baterista Steven Adler destaca que "a música tem um ritmo sensacional" e afirma: "Pessoalmente eu adoro a parte do solo de guitarra. Eu gosto porque eu e o Duff detonamos nessa parte".
O início de "It's so Easy" é incrivelmente similar ao de "Liar" dos Sex Pistols, até o ponto de entrada da bateria. Porém as semelhanças se resumem aos primeiros segundos da música, o que leva a crer que se tratou de uma homenagem (consciente) ou simplesmente reflexo da forte influência dos Sex Pistols e da música punk em geral sobre Duff, e não um plágio.
A letra de "It's so Easy" fala sobre como as coisas se tornam tediosas quando tudo é fácil demais ("It's so easy, easy/ When everybody is trying to please me"). A música tem versos clássicos como "I see you standing there/ You think you're so cool/ Why don't you just fuck off?" e "Turn around bitch I got a use for you/Besides, you ain't got nothin' better to do/And I'm bored", que ainda hoje deixam muitas mulheres horrorizadas.
Os versos "I drink and drive/ Everything's in sight" (Eu bebo e dirijo / Tudo está sob controle) preocuparam o guitarrista Izzy Stradlin durante as apresentações do Guns n' Roses na turnê com o Motley Crüe em 1987. Izzy se preocupava com a reação dos garotos mais jovens ao ouvir estes versos.
O vocalista Axl Rose gravou "It's so Easy" com uma voz grave, diferente da voz que ele usa nas outras músicas de "Appetite for Destruction". Na já citada entrevista à revista Hit Parader (1988), Axl explica porque fez isso. "É uma canção simples, direta, bem punk rock. Eu canto com a voz grave porque encaixa na música. Não foi algo pensado, eu simplesmente fiz assim. As pessoas me perguntam porque eu não canto assim nas outras músicas e eu simplesmente respondo que eu canto do jeito que a canção me pede para cantar".
O jeito de Axl cantar "It's so Easy" impressionou o baterista do Metallica, Lars Ulrich, que revelou à revista Q, em 2003, ter ficado chocado ao ouvir a música. "Quando eu ouvi 'It's so Easy' pela primeira vez eu pirei. Eu nunca tinha ouvido ninguém cantar daquele jeito. Não era a letra, mas o jeito que o Axl cantava. O cara estava destilando veneno. Porra, aquilo era de verdade e ele estava com raiva".

## Quando foi tocada
"It's so Easy" foi tocada em praticamente todos os shows da carreira do Guns n' Roses de 1987 a 1993. Em muitas ocasiões foi usada como música de abertura dos shows, incluindo a já citada apresentação no The Ritz (Nova York/EUA) em 1988.
Durante a turnê de seu álbum "Believe in Me", em 1993/94, o baixista Duff Mckagan tocou "It's so Easy" em praticamente todas as apresentações. Após deixar o Guns n' Roses, na segunda metade da década de 1990, Duff seguiu tocando a música nos shows de sua banda "Loaded" e em outras apresentações. A música ainda é tocada hoje em dia nos shows do Guns n' Roses (nova reencarnação do Guns n' Roses que conta apenas com dois membros da formação original da banda, o vocalista Axl e o Tecladista Dizzy Reed). Em 2001, em apresentação no Rock in Rio III, no Rio de Janeiro, Axl deixou de cantar alguns versos da música para pedir a um segurança que expulsasse uma pessoa da plateia. "It's so Easy" também integra o set list dos shows do Velvet Revolver, banda da qual fazem parte Slash, Duff Mckagan e Matt Sorum.
Outras bandas também já tocaram "It's so Easy" em shows ou a gravaram em estúdio. Entre as versões mais conhecidas da música está a da banda inglesa Manic Street Preachers, que costumava tocá-la em shows e lançou uma versão gravada ao vivo na compilação "Lipstick Traces (A Secret History of the Manic Street Preachers)". A banda 40 Below Summer também gravou um cover de "It's so Easy" no CD "The Last Dance". Recentemente o selo Versailles lançou o CD "It's So Easy: A Millenium Tribute to Guns N' Roses", com participações de Gilby Clarke, Tracii Guns, Jizzy Pearl e diversos artistas obscuros como a banda Radio Vipers, que gravou um cover de "It's So Easy".

## Lançamentos oficiais
Além de presente no álbum "Appetite for Destruction", "It's so Easy" foi lançada como o primeiro single desse disco, lançado antes mesmo do álbum. Uma das versões do single tem duas faixas ("It's so easy" / "Mr. Brownstone") e outra tem quatro faixas ("It's so easy" / "Mr. Brownstone" / "Shadow Of Your Love" Ao Vivo / "Move To The City" Ao Vivo).
Uma versão ao vivo sensacional de "It's so Easy", gravada na lendária casa londrina The Marquee, foi lançada oficialmente pelo Guns n' Roses no EP japonês "Guns n' Roses" (também conhecido como "Live From The Jungle EP"). Outra versão de "It's so Easy" gravada ao vivo pode ser encontrada no VHS/DVD "Use Your Illusion World Tour - Live In Tokyo - Parte I". Uma terceira versão de "It's so Easy" também gravada ao vivo foi lançada no disco "Live Era '87 - '93", porém essa versão não é inteiramente gravada ao vivo, já que praticamente todas as faixas desse álbum sofreram ajustes e retoques em estúdio. Para essa versão "ao vivo" lançada em "Live Era" foi produzido um videoclipe que utiliza imagens de um vídeo original de "It's so Easy" gravado em 1989 e nunca lançado.

## Lançamentos não-oficiais
Em 1989 o Guns n' Roses produziu um vídeo promocional para divulgação de "It's so Easy" na MTV, que mesclava imagens da banda tocando ao vivo com cenas de garotas amarradas em situações sexuais (segundo rumores uma dessas garotas seria Erin Everly, namorada de Axl). Esse vídeo nunca foi oficialmente lançado pela banda, mas "vazou" para a internet e pode ser encontrado em sites dedicados ao Guns n' Roses e também no You Tube (basta digitar as palavras de busca "It's so easy", "rare" e/ou "lost promo"). No artigo "Stick to your Guns", publicado na revista Kerrang!, em 1987, Mick Wall afirma que o cantor inglês David Bowie estava presente nas gravações do vídeo de "It's so easy" e que teria ficado muito próximo à namorada de Axl, Erin Everly, e que por isso teria sido atacado por Axl e expulso do set).
As melhores versões de "It's so Easy" ao vivo estão nos diversos bootlegs do Guns n' Roses disponíveis nos círculos de colecionadores em diversos formatos de áudio e vídeo (CD, DVD, VHS, disco de vinil e fita cassete). Vale a pena correr atrás da lendária apresentação do Guns n' Roses no The Ritz (Nova York, EUA, 1988), televisionada pela MTV, que tem qualidade de som e imagem perfeita. Outra versão muito boa é a da segunda noite do Rock in Rio (Rio de Janeiro, Brasil, 1991), televisionada pela Rede Globo, quando Axl alterna berros graves e agudos de maneira sensacional nos últimos versos da música. Há também ótimas versões ao vivo registradas nos shows de Tóquio (Japão, 1988) e Indiana (EUA, 1991).
Não há nenhuma versão demo de "It's so easy" conhecida. Há uma versão instrumental que circula entre alguns colecionadores, mas muitos acreditam que trata-se de outra banda tocando a música e não do Guns n' Roses.

## Créditos
- Axl Rose - vocais
- Slash - guitarra solo
- Izzy Stradlin - guitarra rítmica, backing vocals
- Duff McKagan - baixo, backing vocals
- Steven Adler - bateria